# Ходжес, Чарльз Говард
Чарльз Говард Ходжес (1764, Портсмут – 24 июля 1837, Амстердам) – британский художник-портретист, живший и работавший в Голландии.

## Биография
Уроженец Англии, в юности Ходжес был учеником Джона Рафаэля Смита. Он впервые посетил Амстердам в 1788 году. После двухлетнего пребывания в Дублине, Ирландия, он переехал со своей семьей в Гаагу в 1792 году. В 1797 году Ходжес вместе с семьей окончательно переехал из Гааги в Амстердам, где жил со своим учителем Иоганном Фридрихом Августом Тишбейном на канале Принсенграхт, N° 205. В Амстердаме Ходжес работал художником, специализировался на технике меццо-тинто, которой научился в Англии, и в пастельной технике, которой он научился у Тишбейна. В Голландии Ходжес стал знаменитым портретистом: он написал более 700 портретов богатых и знаменитых людей того времени. Он также был гравером, печатником, продавцом картин и членом Амстердамского художественного клуба.
Ходжес известен благодаря тому, что изобразил на своих портретах практически всех лидеров Нидерландов в революционный и наполеоновский период. Это бурное время в голландской истории, поскольку Нидерланды за краткий срок прошли через пять различных политических систем: штатгальтер Вильгельм V Оранский во главе республики Соединённых провинций, великий пенсионарий Рутгер Ян Схиммелпеннинк во главе Батавской республики, Луи Бонапарт во главе королевства Голландии, император Наполеон Бонапарт во главе Голландии в составе Франции, и, наконец, король Нидерландов Виллем I. Практически все они, а также их министры, приближённые и генералы, рано или поздно попадали на полотна Ходжеса.
В 1815 году Ходжес консультировал голландское правительство по вопросу о возвращении тысяч произведений искусства, которые были конфискованы французами в 1795 году из нескольких коллекций, включая галерею принца Вильгельма V (первый художественный музей, открытый для публики в Нидерландах), и несколько других. Не все конфискованные произведения искусства были в итоге возвращены из Парижа, и говорят, что некоторые из них до сих пор хранятся в Лувре.
Большинство из более чем 700 портретов работы Ходжеса выполнены в начале XIX века, на пике его творчества. Более ранние работы выполнены пастелью, а более поздние — маслом. Многие из этих портретов и сегодня можно найти в амстердамском Рейксмюсеуме, а также в музеях и замках, королевских и частных коллекциях по всей стране.
Чарльз Говард Ходжес был учителем своих детей Эммы Джейн Ходжес и Джеймса Ньюмена Ходжеса. Джеймс в итоге стал профессиональным художником, работавшим в Рейксмюсеуме. Помимо этого, Ходжес имел и других учеников, некоторые из которых стали заметными живописцами, в частности, у него учились Ламбертус Йоханнес Хансен и Корнелис Круземан.

## Галерея

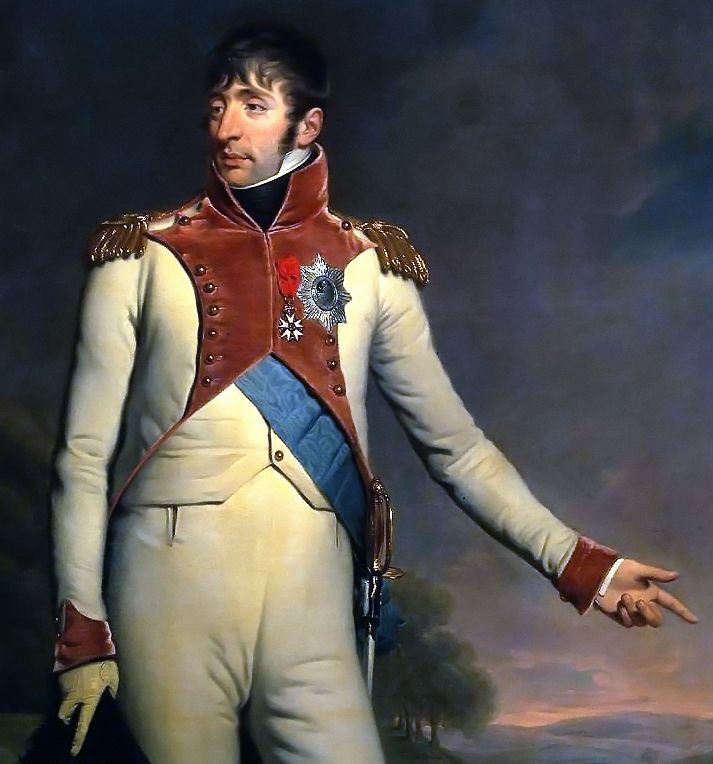
Портрет короля Луи Бонапарта. фрагмент.
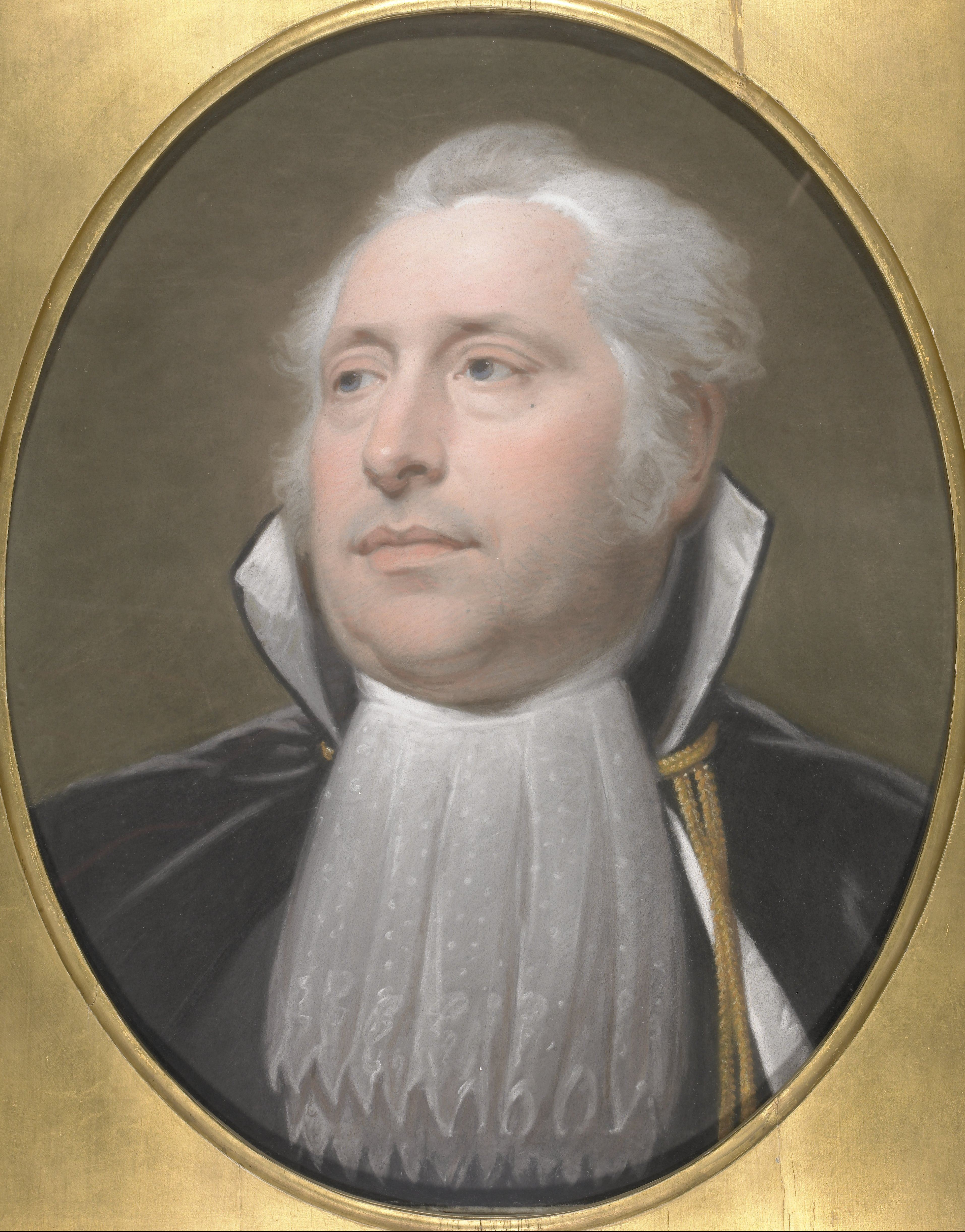
Портрет великого пенсионария Батавской республики Рутгера Яна Схиммелпеннинка.
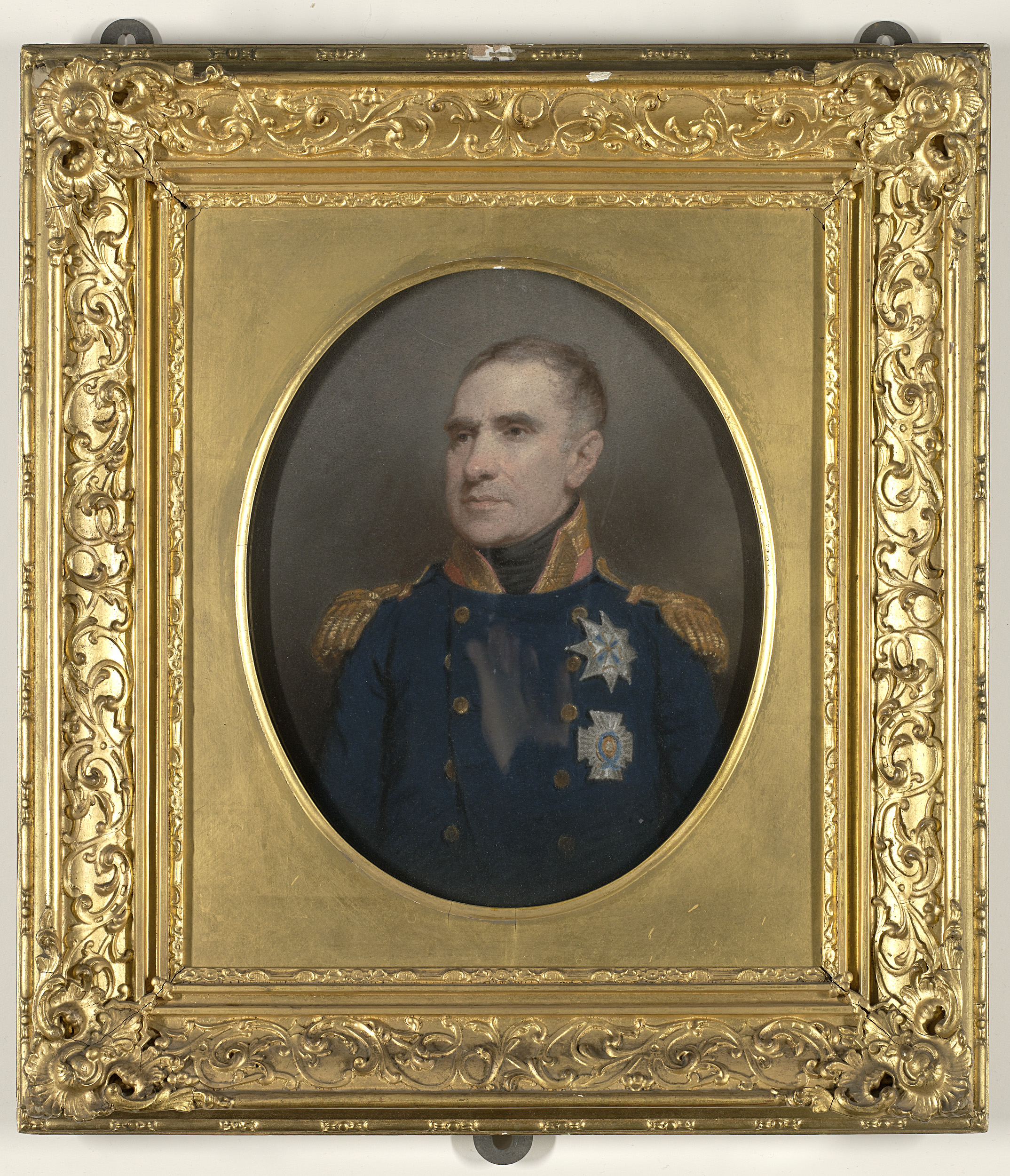
Портрет голландского вице-адмирала Теодора Фредерика ван Капеллена.
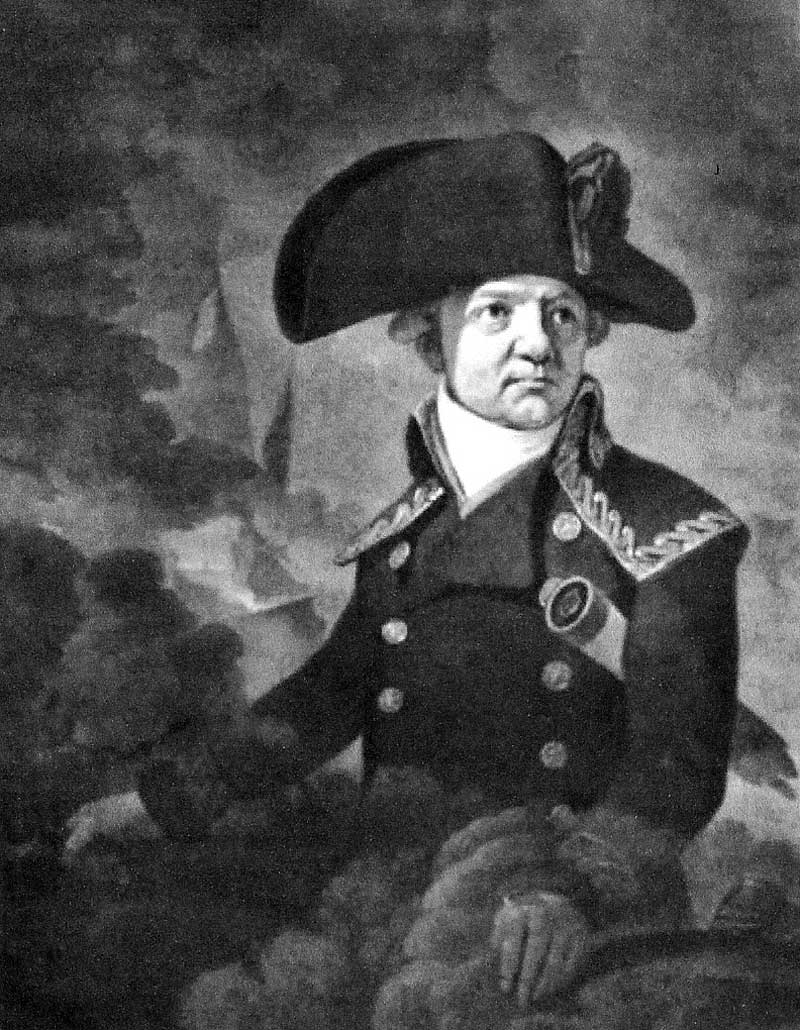
Портрет голландского вице-адмирала Сэмуюля Стори.
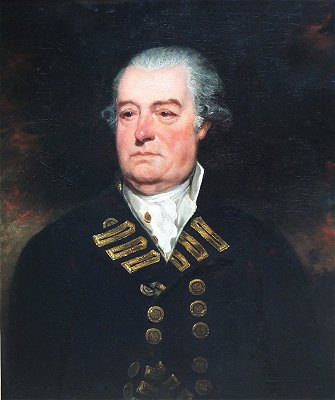
Портрет английского адмирала Мариота Арбатнота.
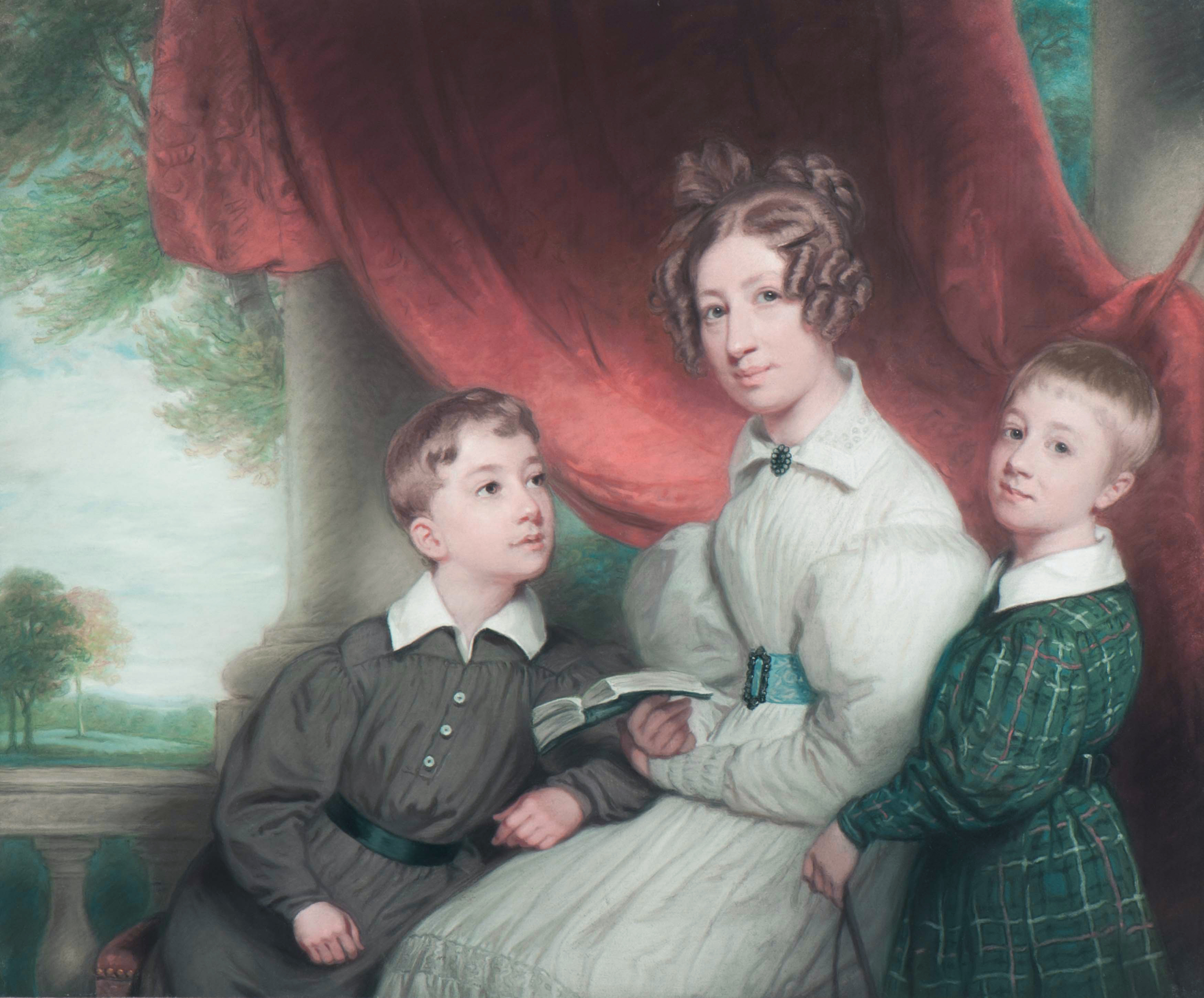
Портрет детей Билс.
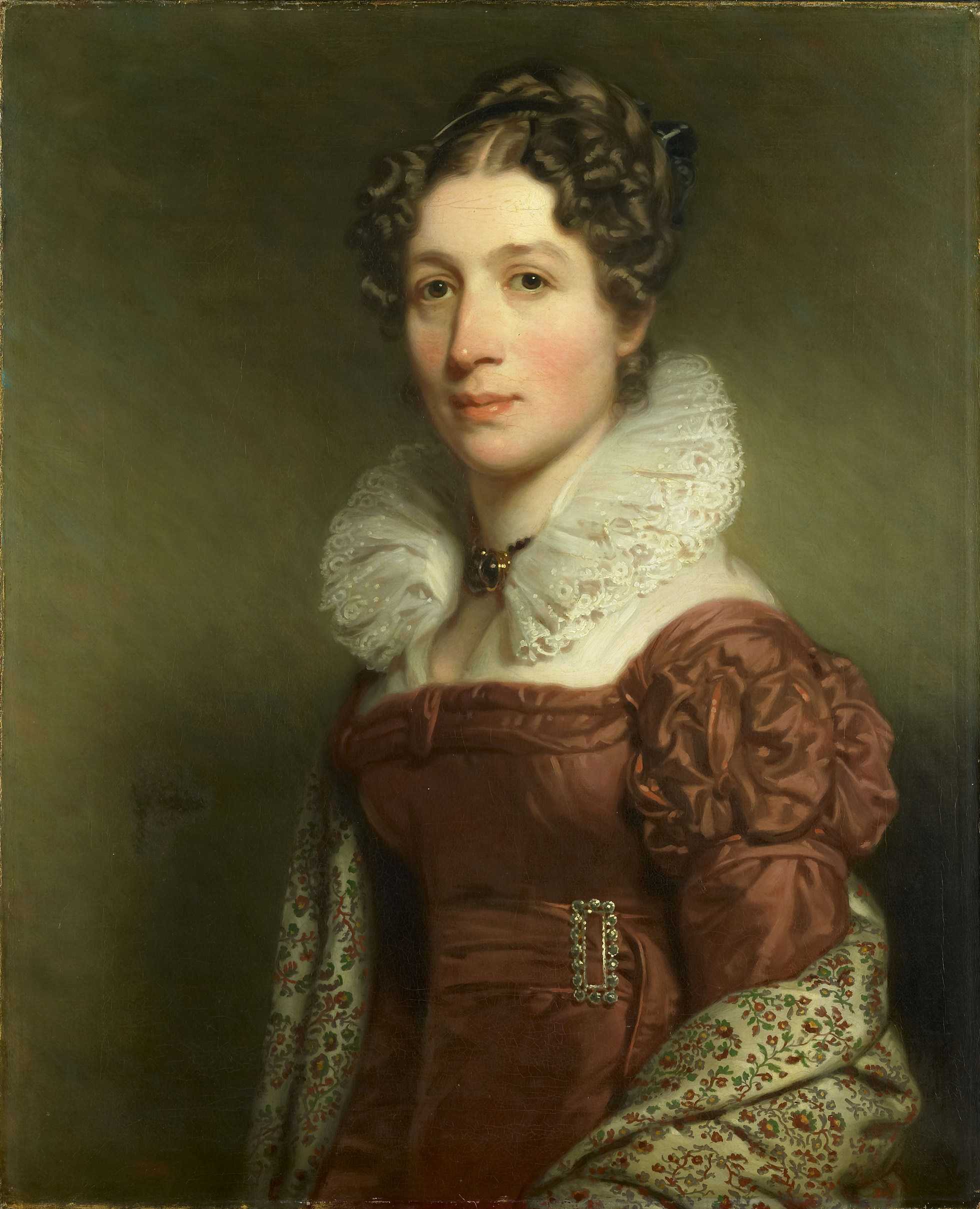
Портрет Якобы Веттер
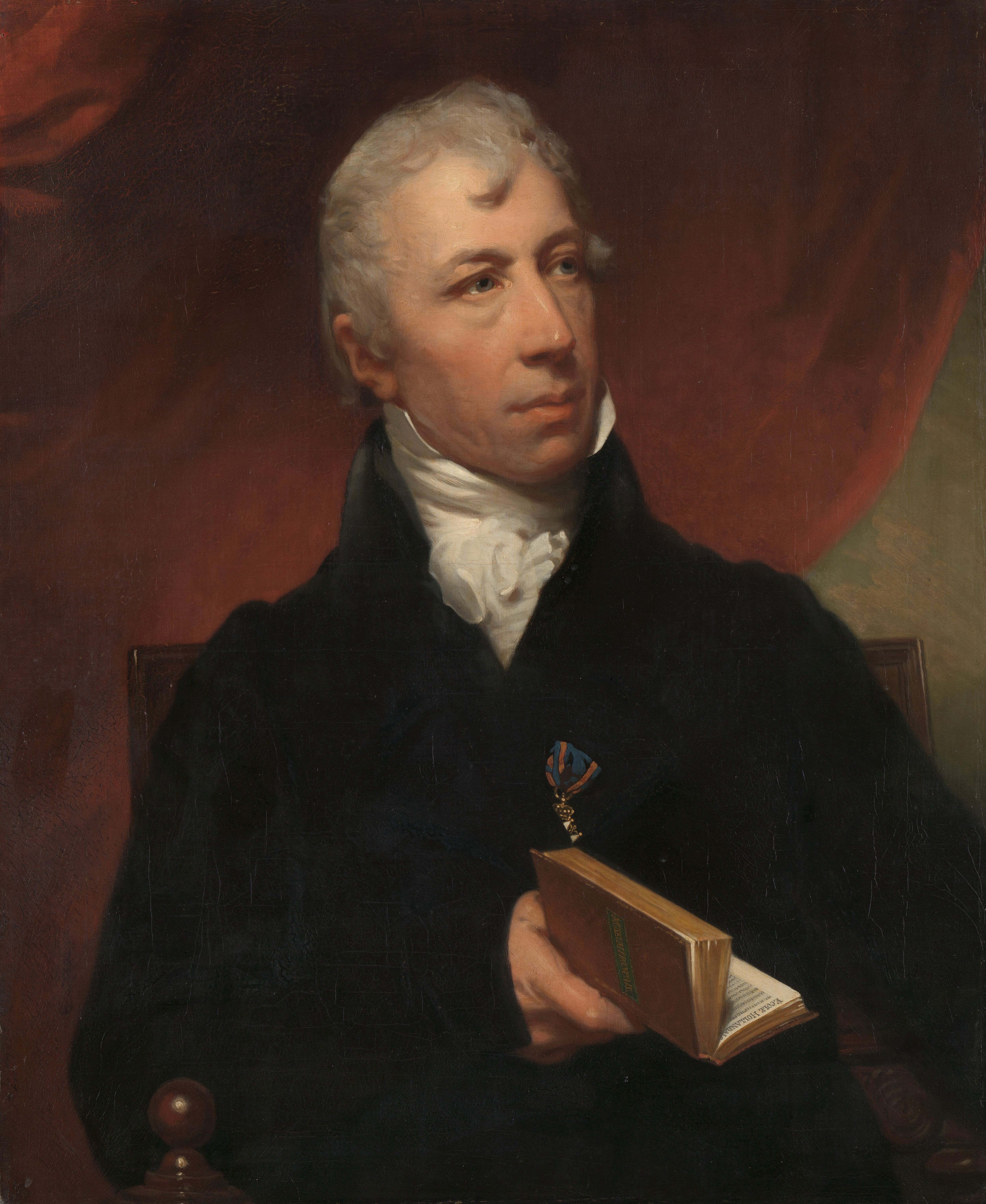
Портрет Корнелиса Апостола, первого директора Рейксмюсеума.
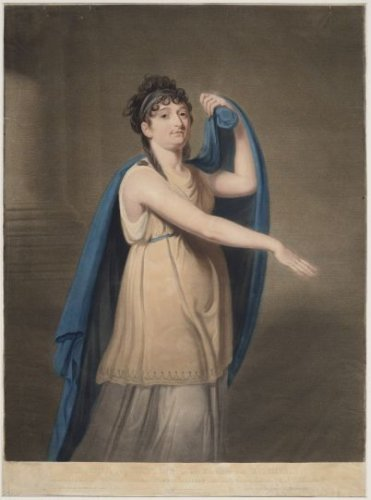
Портрет актрисы Йоханны Корнелии Цисенис-Ватье (голл.) на сцене амстердамского театра.